# 王楼镇 (范县)
王楼镇，是中华人民共和国河南省濮阳市范县下辖的一个乡镇级行政单位。
原为王楼乡，2013年撤乡设镇。

## 行政区划
王楼镇下辖以下地区：
王楼村、西李庄村、皇姑庙村、七李堂村、东李庄村、赵菜园村、宋海村、路庄村、前曹楼村、后曹楼村、金牙头村、申牙头村、肖牙头村、张牙头村、王菜园村、葛庄村、叶庄村、耿庄村、仁堂村、苏庄村、田窑村、汲庄村、野陈村、鲁庄村、建林村、张杨陈村、任庄村、东张村、赵海村、孙刘黄村、马庄村、卢寨村、永王村、后楼村、许堂村、李康店村、马楼村和大赵村。